# Gerrit Jansen (coach)
Gerrit Jansen (Lier in België, 9 april 1914 - Arnhem, 17 april 1998) was een Nederlands oud-waterpolocoach.
In 1968 vormde hij samen met Ruud van Feggelen het trainersduo van het Nederlands waterpoloteam bij de Olympische Spelen.
Hij is van 1965 tot 1969 bondscoach van het Nederlands Herenteam geweest. Hij werd opgevolgd door Harry Vriend.
Met zijn eigen club AZ&PC Neptunus uit Arnhem speelde hij in de hoofdklasse. November 1975 bereikten de Arnhemmers zelfs de finalepool van het Europa Cup 2-toernooi waar de amateurs pur-sang moesten opboksen tegen het Oost-Europese geweld van clubs als Mladost Zagreb en OSC Boedapest.
Nog steeds organiseert AZ&PC Neptunus jaarlijks in september het "Gerrit Jansen" Toernooi.
Bart Bongers · 
Fred van Dorp · 
Loet Geutjes · 
André Hermsen · 
Wim Hermsen · 
Hans Hoogveld · 
Evert Kroon · 
Ad Moolhuijzen · 
Hans Parrel · 
Nico van der Voet · 
Feike de Vries · 
Hans Wouda